# Craniotome
Craniotome és un gènere amb tres espècies d'angiospermes que pertany a la família de les lamiàcies.